# Longueville (Sena y Marne)
 Longueville  es una población y comuna francesa, en la región de Isla de Francia, departamento de Sena y Marne, en el distrito de Provins y cantón de Provins.

## Demografía
| 1179 | 1407 | 1437 | 1463 | 1488 | 1692 |
| Para los censos de 1962 a 1999 la población legal corresponde a la población sin duplicidades (Fuente: INSEE [Consultar]) |      |      |      |      |      |